# Otep
Otep est un groupe de nu metal américain, originaire de Los Angeles, en Californie. Formé en 2000, le groupe compte deux EPs, six albums studio, et un album live. En décembre 2013, ils n'appartiennent plus au label Victory Records, et sont désormais signés au label Napalm Records.
Otep prend fin en 2024 à la suite du retrait de l'industrie musicale de la chanteuse Otep Shamaya .

## Biographie

### Débuts,JihadetSevas Tra(2000–2003)
Le groupe est formé, à la fin de 2000 en Californie, de quatre musiciens incluant la chanteuse Otep Shamaya (en), le guitariste Aaron Nordstrom, le batteur Brian Wolff, et le bassiste « Evil » J. McGuire. Il se fait ensuite remarquer par Sharon Osbourne qui a été assez impressionnée pour offrir à Otep la possibilité de jouer à l'Ozzfest en 2001. Pendant ce temps, le groupe n'a aucun contrat, mais c'est après quelques concerts et sans démo qu'Otep signe avec Capitol Records. Ils jouent alors autour de Los Angeles et publient l'EP Jihad en 2001.
Le groupe publie l'album Sevas Tra avec Terry Date le 18 juin 2002, puis jouent plusieurs gis à l'Ozzfest, et devient l'un des groupes popularisés en 2002. Leur premier album atteint la 145e place du Billboard 200, et la 86e place de l'UK Albums Chart. Sevas Tra lu à l'envers donne Art Saves.

### House of Secrets(2004–2006)
Leur deuxième album, House of Secrets, produit par Greg Wells aux studios Rocket Carousel à Los Angeles, est publié le 27 juillet 2004. Pour l'album, le groupe décide de recruter le producteur Greg Wells qui a travaillé avec les Deftones. L'album atteint la 93e place du Billboard 200 et la 102e place des classements français.

### The Ascension(2007–2008)
Après trois ans de tournée, le 20 mars 2007, Otep signe au label Koch Records, y publie son troisième album, The Ascension, et se lance en tournée en soutien à l'album avec Static-X au printemps 2007. Malgré l'annonce de la date de sortie, l'album est repoussé indéfiniment à cause de la fusion entre Capitol et Virgin Records,. Il atteint la 81e place du Billboard 200,, et la 6e place des US Independent Charts,. L'album se vend à presque 10 200 exemplaires à sa première semaine de sortie.

### Smash the Control Machine(2009–2010)
En avril 2009, Otep rejoint le label Victory Records. Le 18 août 2009 sort l'album Smash the Control Machine qui est accompagné d'un single du même nom,. L'album fait aussi participer Koichi Fukuda au piano, et Emilie Autumn au violon sur la dixième chanson, Ur a Wmn Now. La 11e piste Serv Asat est une anagramme d'Art Saves déjà utilisé comme anagramme pour leur premier album Sevas Tra. Smash the Control Machine atteint la 47e place du Billboard 200 et la 6e des US Independent Charts.
Le groupe apparait avec 2Cents, Five Finger Death Punch et Shadows Fall à la tournée nord-américaine Shock and Raw Tour à la fin de 2009. Le 30 septembre 2010, le bassiste Jay McGuire quitte le groupe.

### AtavistetSounds Like Armageddon(2011–2012)
Leur cinquième album, Atavist, est publié le 26 avril 2011 sous le label Victory Records,. L'album atteint la 61e place du Billboard 200, la 10e place des Independent Charts, et la 19e place des US Rock Charts.
Le 6 novembre 2012, Otep publie son premier album live, Sounds Like Armageddon,.

### Hydra(2013-2014)
Pendant une interview, Otep Shamaya annonce Hydra comme le dernier album de Otep. L'album est publié le 22 janvier 2013 et atteint la 133e place du Billboard 200. Cependant, le groupe tourne encore, notamment sur la côte ouest des États-Unis et en Australie pour leur tournée Sounds of Armageddon,. Au début de 2014, Otep confirme sur son compte Facebook qu'un autre album sera publié. En avril 2014, Otep signe un nouveau contrat avec Kam 9.8 Machlation Group — une société fondée par DJ Sid Wilson de Slipknot.

### Generation DoometKult 45(2015-2022)
Au début de 2015, le groupe signe au label Napalm Records et annonce le 4 février 2016 un album intitulé Generation Doom pour le 15 avril 2016. Ils révèlent également la couverture de l'album sur leur page Facebook.
Le 11 avril 2016, Billboard prévoit de publier en streaming Generation Doom pendant 24 heures, mais décide d'allonger la durée de quelques jours à cause de son succès. Le clip de la chanson In Cold Blood publiée le 15 avril 2016 sur Music Choice. Le 26 avril, Generation Doom atteint la septième place du Billboard Rock Chart, la 10e place de l'Independent Chart, la 109e du Top 200 Albums Chart, et le 7 mai 2016, la quatrième place du Billboard Hard Rock Chart.
Otep sort son huitième album Kult 45 le 27 juillet 2018.

### The God Slayer et fin d'activités (2023-2024)
Otep sort son neuvième album The God Slayer le 15 septembre 2023 . Lors d'un interview, la chanteuse Otep Shamaya exprime des doutes sur le fait d'enregistrer un nouvel album d'Otep à l'avenir . Le 16 novembre 2024, elle confirme sa retraite du monde musical ainsi que la cessation d'activités du groupe Otep  et propose de revendre son matériel de tournée aux internautes intéressés .

## Style musical et influences
Le style musical du groupe se concentre principalement sur le nu metal,,,,. Le groupe est également considéré comme metal alternatif,,. Il est également considéré comme groupe de metal gothique, rap metal et metal extrême. AllMusic décrit Otep comme un groupe de « art house nu-metal ». Otep s'inspire de groupes comme Black Sabbath, Tool, Deftones, Korn, The Doors, Slipknot, Slayer, L7, Babes in Toyland, Hole, Marilyn Manson, et Nirvana,,. Bien que concentré nu metal, le groupe reprend des éléments de death metal,.

## Distinctions
En 2004, le clip du single Warhead atteint le top 10 du Headbanger's Ball sur MTV.
En 2010, Otep est nommé d'un GLAAD Media Award pour l'album Smash the Control Machine.

## Membres

### Line-up final
- Otep Shamaya – chant (2000-2024)
- Ari Mihalopoulos - guitare (2011-2024)
- Andrew Barnes - basse (2016-2024)
- Lamar Little – batterie (2021–2024)

### Anciens membres
- Tarver Marsh – guitare (2000)
- Dave « Spooky » Aguilera – guitare (2000-2001)
- Mark « Moke » Bistany – batterie (2000–2003, 2009)
- Rob Patterson – guitare (2001–2004, 2009)
- Jason « eViL J » McGuire – basse (2000–2010)
- Karma Singh Cheema - guitare (2006-2007)
- Brian « Haggis » Wolff  - batterie (2006-2008)
- Justin Kier - batterie  (2013-2021)

### Membres de tournée
- Lane Maverick – guitare (2001)
- Lee Rios – guitare (2004)
- Scotty CH – guitare (2005)
- Aaron Nordstrom – guitare (2007–2008)
- Steven Barbola – guitare (2008–2010)
- Scot Coogan – batterie (2003)
- David Lopez – batterie (2004)
- Doug Pellerin – batterie (2004–2005)
- Dave Gentry – batterie (2008–2010)
- Chasin Cox – batterie (2010)
- Joe Fox – batterie (2011)
- Chase Brickenden - batterie (2012)
- Erik Tisinger - basse (2011-2013)

## Discographie

### Albums studio
- 2002 : Sevas Tra
- 2004 : House of Secrets
- 2007 : The Ascension
- 2009 : Smash the Control Machine
- 2012 : Atavist
- 2013 : Hydra
- 2016 : Generation Doom
- 2018 : Kult 45
- 2023 : The God Slayer

### EPs
- 2001 : Jihad
- 2005 : Wurd Becomes Flesh

### Albums live
- 2012 : Sounds Like Armageddon